# オホス・デル・サラード
オホス・デル・サラード（スペイン語: Ojos del Salado）は、アンデス山脈内のチリとアルゼンチンの国境上に位置する世界最高峰の火山かつチリで最も高い山である。標高は6,893メートルに達し、いくつもの小規模な火山が重なり合ってできている山体は160平方キロメートルの領域を覆っている。
火山は更新世から完新世にかけて成長を続けており、その過程で一時的に外輪山やカルデラが形成されていた可能性がある。また、西に近接するネバド・トレス・クルセスの噴火による影響も受けている。最後の噴火は西暦750年頃に起こったと考えられているものの、1993年11月に水蒸気と硫黄ガスの噴煙柱が観測されるなど、噴気活動に関しては今日においても目にすることができる。
地理的には南アメリカ大陸の乾燥地帯の中に位置しているため、非常に乾燥しており、氷河は発達しておらず積雪も少ない。しかし、山頂付近には6,000平方メートルの面積を持つ火口湖があり、これは世界で最も高い場所に存在する湖だと考えられている。その一方で高い標高と乾燥した気候のために火山周辺で植生はほとんど見られない。
チリとアルゼンチンを結ぶ国際道路が火山の北側を通っており、登山ではそれぞれの国から登頂することができる。20世紀半ばにはオホス・デル・サラードとアコンカグアのどちらが西半球の最高峰なのかという論争が起きたものの、最終的にアコンカグアの方が高いことが判明した。また、この火山は四輪自動車やオートバイなどの各種の乗り物による高度記録の挑戦にも利用されており、2023年には四輪自動車で標高6,721メートルの世界記録が達成された。

## 名前の由来
オホス・デル・サラードという名前は1937年に初登頂を達成したポーランドの遠征隊（詳細は後述）がこの山に到達する際に利用した川でもあるリオ・サラード（スペイン語で「塩辛い川」を意味する）に由来しており、アメリカの登山家のヒューバート・アダムス・カーターは、山名について「塩辛い川の水源」（Source of the Salty River）を意味すると説明している。別の見解では、この名前は「塩辛い目」または「塩辛い泉」（オホ（ojo）はスペイン語で「目」や「平地に湧き出る泉」などを意味する）を意味し、山腹に存在する鉱床を指すと説明されている。また、この山はセロ・オホス・デル・サラード、あるいはネバド・オホス・デル・サラードと呼ばれる場合もある。前者のセロ（Cerro）はチリでは「山」を指す一般的な言葉であり、後者のネバド（Nevado）は「雪に覆われた」を意味し、雪を頂いた山のことを指している。山頂は2つ存在し、それぞれ東峰またはアルゼンチン峰、西峰またはチリ峰と呼ばれている。どちらの山頂も両国の国境に沿っており、より容易に到達することが可能な側の国の名前が付けられている。

## 地理と地形
オホス・デル・サラードはアンデス高地の一部であり、アタカマ砂漠に隣接する平均標高4,000メートルの高原地帯であるアタカマ高原の南端に立っている。また、アルゼンチンとチリの国境線は山頂を東西方向に横切っている。行政上はアルゼンチン側はカタマルカ州に属し、チリ側はアタカマ州コピアポ県に属している。幹線道路であるチリの国道31号線が火山の西に位置するコピアポの町からアルゼンチンとの国境のサン・フランシスコ峠まで伸びており、火山の北側のおよそ20キロメートルの地点を通過しているため、地域内の他の多くの火山よりもアクセスしやすい場所にある。その一方で地域内は無人地帯で水資源も不足しており、多くの場所は未舗装の道でしかアクセスすることができない。
オホス・デル・サラードは現在は活動を休止しており、標高は資料によって6,893メートル、6,887メートル、あるいは6,879メートルなどの異なる数値が見られる。また、地球上で最も標高が高い火山であり、アンデス山脈で2番目、かつチリで最も高い山でもある。オホス・デル・サラードは単一の円錐形の山頂を有しているわけではなく、より小規模な火山が重なり合って形成された大規模な山塊、あるいは複合火山であり、20個以上の火口が存在する。幅1.3キロメートル×0.5キロメートルの山頂の火口の東側と西側の斜面にはそれぞれ幅2.5キロメートル未満の山塊が形成されている。山頂の火口の縁には玄武岩、砂利、軽石、およびスコリアが露出しており、北側の縁は低くなっている。また、山頂の火口のすぐ西側には幅300メートルから400メートルの第2の火口があり、東峰と西峰の2つの山頂は深い裂け目によって隔てられている。13キロメートル×12キロメートルの範囲に及ぶ火山の中核部分は複数の厚く短いデイサイト質の溶岩流によって形成されているが、山頂付近の大部分は火砕性の落下物で覆われている。

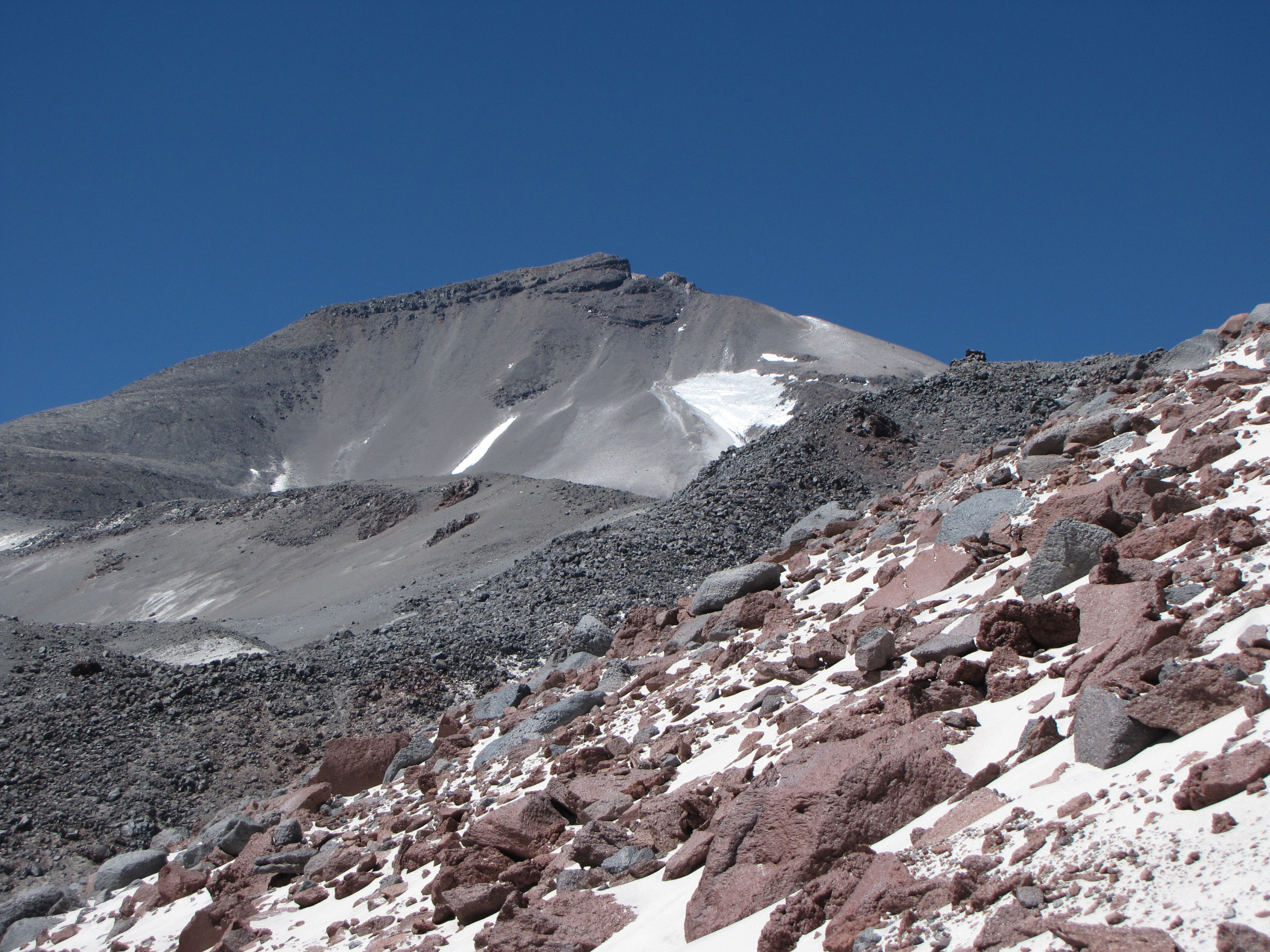
山頂部の近影

オホス・デル・サラードの山体は複数の溶岩ドーム、溶岩流、噴火口、そして火砕性の円錐丘からなり、周囲の地形からの高さはおよそ2,000メートルに達する。火山は160平方キロメートルに及ぶ楕円形の領域を覆っており、このうち120平方キロメートルの範囲が溶岩流で覆われている。また、山体には西側の斜面の崩壊箇所を通じて視認することができる埋没したカルデラ、あるいは幅2.5キロメートルの窪地が存在するとみられており、多数の小規模な火口を伴うリフト状の構造の存在も報告されている。さらに、西側の山腹には複数の火山円錐丘が北北東の方角に並んでいる。オホス・デル・サラードに近接しているセロ・ソロとネバド・エル・フライレは大規模な溶岩ドームであり、過去に複数の火砕流を発生させた。
北側の山腹には風食によって形成された巨大な波紋を伴う砂原が存在する。標高6,000メートルより高い場所は崖錐堆積物で覆われた斜面と溶岩流が地表の大部分を占め、一方で砂漠の平原は標高5,000メートルより低い場所から広がり始める。標高4,000メートルから5,600メートルより上部では永久凍土が存在すると予想されており、より高所では連続的に形成され、薄い活動層（夏の間は融けている層）で覆われている可能性が高いと考えられている。2019年に発表された研究ではクリオタベーション（凍結と融解に伴う土層の攪拌現象）の存在を示す地形ははっきりとは確認できなかったとされているが、これは恐らく風で運ばれた物質がクリオタベーションの現象を覆い隠してしまうためだとみられている。また、オホス・デル・サラードではマスムーブメントの痕跡も見られる。

### 湖
オホス・デル・サラードの山頂付近の火口湖は地球上で最も高い場所に存在する湖である。永久凍土と雪原を水源としているこの湖は標高6,480メートルから6,500メートルの間に位置し、6,000平方メートルの面積を覆っている。また、湖の周囲は噴気孔に囲まれており、湖に流れ込んでいる小川の水温は40.8 °Cに達する。
この火口湖からおよそ4キロメートル離れた北東側斜面の標高5,900メートルの地点には2つの湖がある。湖の面積はそれぞれ2,500平方メートルであり、深さは1メートルと推定されている。標高5,900メートルから6,000メートルの地点では永久凍土からもたらされる雪解け水が閉ざされた窪地に溜まることで一時的な湖が形成される。このような湖は標高6,380メートルの地点のいくつかの窪地にも形成される場合がある。また、湖の中には恒久的に凍結しているものも存在する可能性がある一方で、気候変動によって永久凍土が破壊され、湖が消滅する可能性も残っている。

### 周辺地域

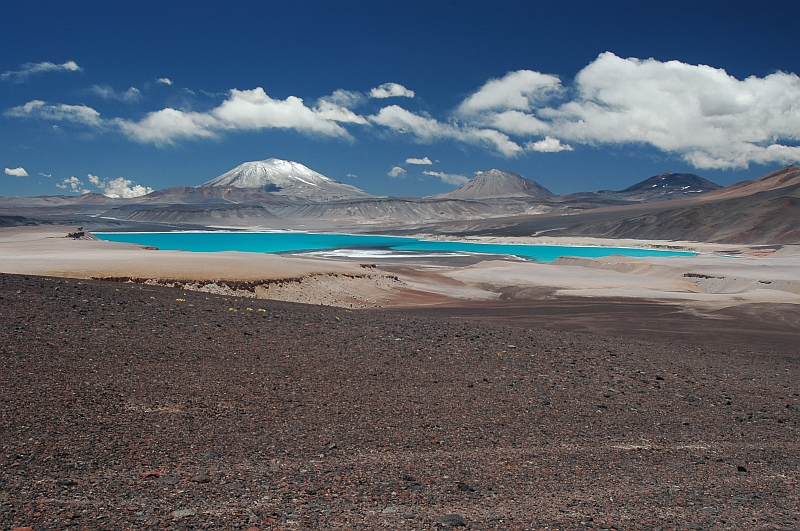
ラグーナ・ベルデとその背後に立つインカワシ（左）およびネバド・エル・フライレ（右）

オホス・デル・サラードの周辺地域の地勢は数々の火山の存在がその特徴を形作っている。これらの火山の多くは更新世か完新世に形成されたものであり、地球上で最も高い場所に存在する火山地帯を構成している。若い火山は円錐形で大抵において山頂に火口を有しており、かつて旅行者たちはこの地域の景観を「月面の風景」と呼んだ。この地域にはラグーナ・ベルデの岸辺に湧き出ているテルマス・ラグーナ・ベルデのような温泉がいくつか存在し、しばしば観光客が訪れる。
オホス・デル・サラードは、ネバド・トレス・クルセス、インカワシ、およびセロ・ブランコを含む分水界を形成する長さ80キロメートルを超える東西に連なる火山列の中央に位置している。この火山列はオホス・デル・サラード＝サン・ブエナベントゥーラ構造線と呼ばれるリニアメントの一部を構成すると考えられており、アタカマ高原南端の地理的境界と地質構造の不連続面に対応している。また、このリニアメントはコピアポ海嶺が同緯度で沈み込んだ結果として形成された可能性がある。その一方で沈み込んだコピアポ海嶺は実際にはリニアメントの北側に位置しているとする別の見解もあり、この見解はこのような位置関係による海嶺の沈み込みが火山列内部に間隙を作り出しているとする理論とよく整合している可能性がある。

## 雪と氷河

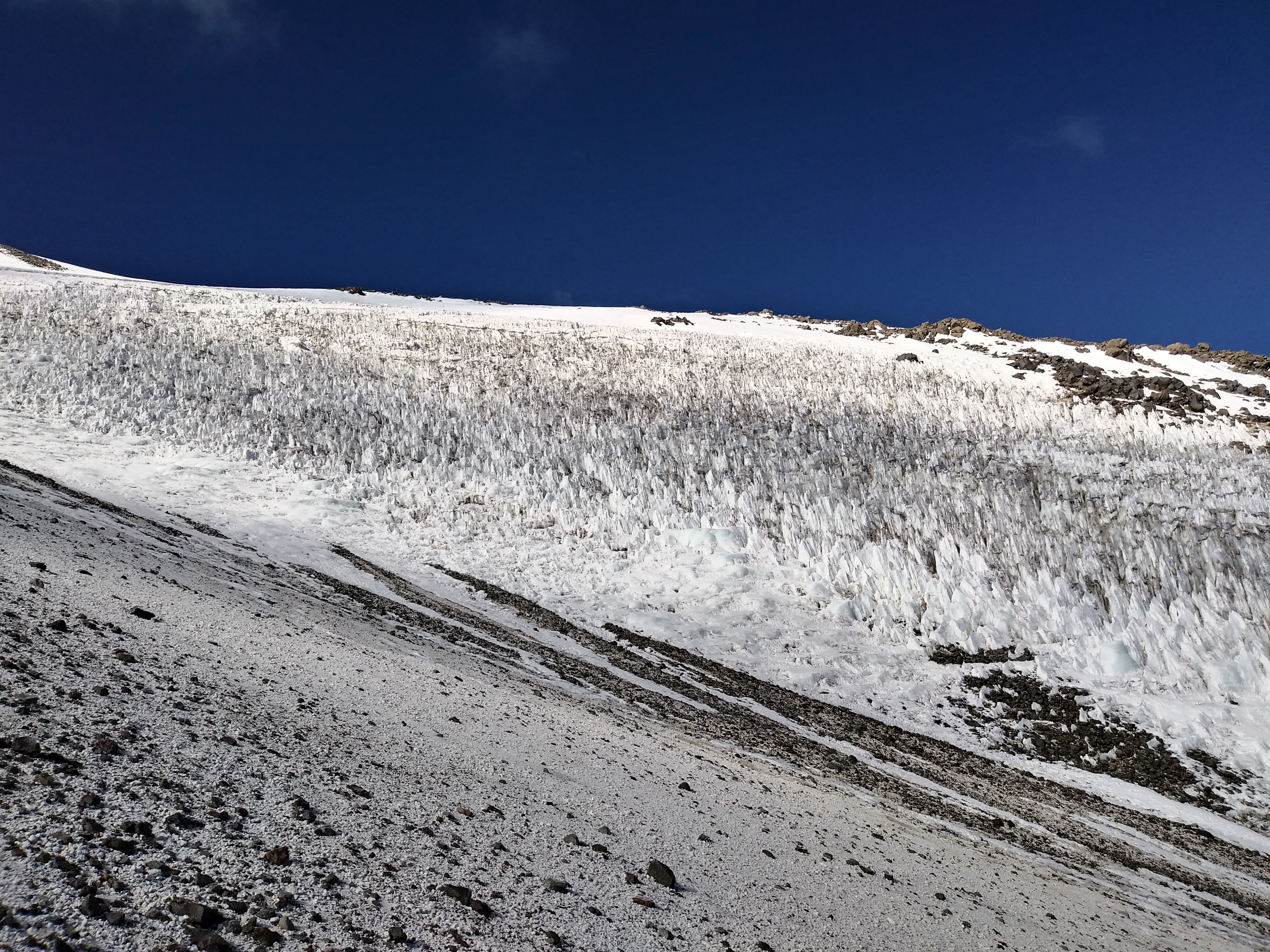
オホス・デル・サラードの北側斜面の標高6,500メートル付近に林立するペニテンテス

オホス・デル・サラードでは風雨を避けやすい場所に万年雪や小規模な氷河が見られることを除けば実質的に氷で覆われている場所はない。これはこの地域の乾燥した気候によるもので、地域内の氷の平衡線高度がオホス・デル・サラードの山頂よりも高く、ほとんどの山頂が氷結していない要因にもなっている。より規模の大きい氷河は南緯28度のトロンキートスより南の地域で初めて見られるようになる。一時的に氷や雪が積もると氷河と間違われる場合があり、地図上に見られる氷河地帯は実際には動かない万年雪であることが多い。地表で見られる氷の層の厚さは最大で10メートルから15メートル程度であり、それぞれ100メートル程度の大きさの塊となって散在している。また、これらの氷の層からもたらされる雪解け水は沢の水源にもなっている。
1956年には複数の登山隊が北西側の斜面に2つの氷河があったことを報告している。一方で1958年の報告によれば、標高6,600メートルの地点に存在する氷体が2つの枝に分かれて下方に続いており、標高の低いところでも同様に2つの枝を持つ氷体が見つかったが、どちらの氷体も動いていることを示す形跡は見られなかった。2014年には山頂の火口に氷が存在し、さらに東側と南側の斜面には標高6,000メートル以下まで達するかなりの規模の氷河が存在したと報告されている。また、氷の面積は1974年から1983年にかけて増加したが、1986年から2000年にかけては逆に40パーセント面積が減少した。氷の融解によって当初は氷の流出量が増加するものの、最終的には流出量が減少する段階まで氷が縮小すると予想されている。
ペニテンテスは早くも1937年に登山家によって発見されており、1949年にはオホス・デル・サラードに高さ5メートルから8メートルに達するペニテンテスがあったと報告されている。ペニテンテスは非常に強い日射の中で氷が昇華することによって形成される高い氷の尖塔である。

### 地表下の氷

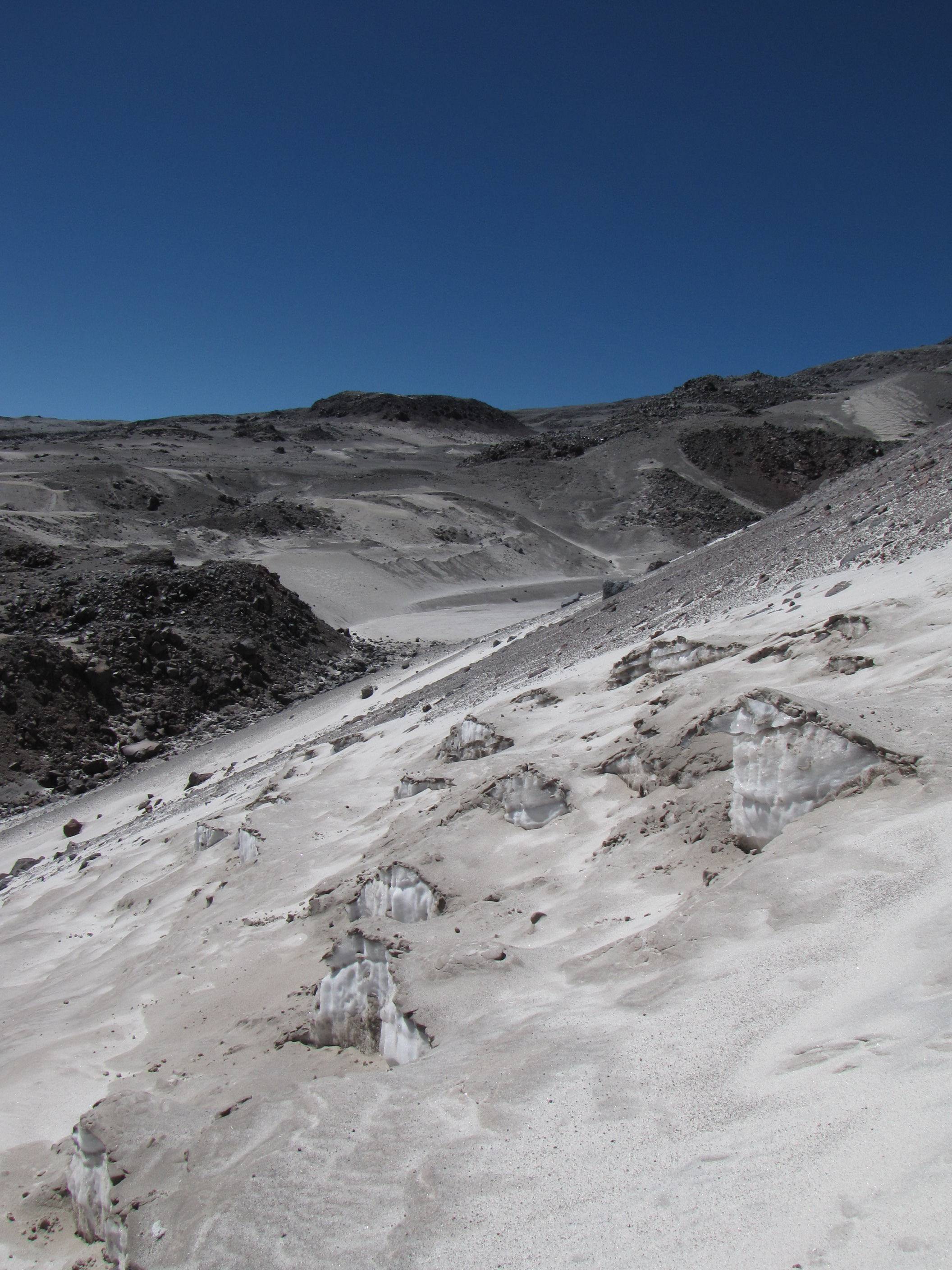
灰色の砂の下から青みがかった氷の姿が見えるオホス・デル・サラードの斜面

砂の下に埋もれている氷やモレーンに完全に覆われている氷はオホス・デル・サラードでは地表で見られる氷よりも地形学的に強い影響を与えている。氷が存在する領域は後退しつつあるものの、氷を覆っているこれらの物質による断熱効果が氷の後退速度を遅らせている。山体にはいわゆる「埋没谷」やクライオカルスト（低温状態のカルスト）、そして浸食地形であるガリなどが見られるが、これらの地形はほとんどの場合、埋没した氷や雪が溶ける際に形成されている。これらの他にも雪解け水による浸食と氷の消失の複合効果によって空洞が形成され、その空洞が崩壊することで谷や擬似カルスト地形が形成されている。また、ドリーネのような埋もれた氷の融解によって作り出される別の地形も存在する。

### 過去の氷河
オホス・デル・サラードの北側には風食によって変性した側方モレーン（谷氷河の内部で側壁に沿って運ばれたモレーン）があり、氷河作用の痕跡を残す溶岩流もいくつか存在する。2019年に発表された研究ではオホス・デル・サラードで圏谷とU字谷が見つかったと報告されている。また、ネバド・トレス・クルセスからも圏谷の存在が報告されており、1万9000年前には氷河が存在したとする研究もある。しかし、この地域で更新世に氷河が前進していたという証拠はなく、同様に更新世に雪線が存在したことを示す証拠もない。モンスーンは更新世には現在よりも南方まで達していたが、オホス・デル・サラードまでは到達しなかったため、氷河はオホス・デル・サラードより北の緯度でのみ発達した。同様に偏西風もオホス・デル・サラードの気候に恒常的な影響を及さなかった。

## 地質

### 広域的特徴

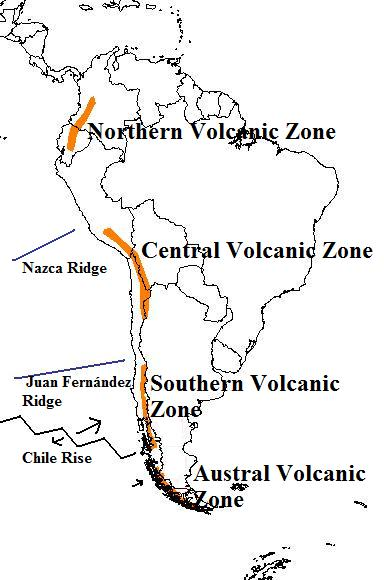
アンデス火山帯を構成する4つの火山帯の位置を示した地図

南アメリカでは更新世と完新世の間に噴火した形跡のある火山が西海岸沿いに200前後存在し、ペルー・チリ海溝ではナスカプレートと南極プレートが南アメリカプレートの下に沈み込んでいる。火山活動はアンデス火山帯を構成する4つの主要な火山帯である北部火山帯、中部火山帯、南部火山帯、およびアウストラル火山帯に偏在している。これらの火山帯は環太平洋火山帯の一部を構成しており、それぞれの火山帯は火山活動が見られない地域を挟む形で隔てられている。火山活動が起こっている領域ではスラブ（沈み込む海洋プレート）が沈み込んでいく過程でスラブから水が放出され、その水がマントルでメルト（マグマの結晶化していない液体部分）を生成する引き金となっており、そのメルトが最終的に地表まで上昇することによって火山活動が起きている。
中部火山帯はペルー、ボリビア、チリ、およびアルゼンチンにまたがっており、およそ1,100に及ぶ火山が確認されている。これらの火山の多くは極めて古いものであり、地域内の浸食速度が遅いために今日においてもその存在を確認することができる。中部火山帯には成層火山の他にも非常に多くのカルデラ、孤立した溶岩ドーム、溶岩流、マール、そして火山円錐丘があるが、ほとんどの火山は人里から遠く離れているために危険度は高くない。オホス・デル・サラードは中部火山帯の一部であり、その南縁部分を構成している。また、火山の南側では過去600万年の間に火山活動が停止し、南緯32度に至るまでスラブの沈み込みの角度が浅くなる現象が起きており、この沈み込みの浅化が起きている「パンペアン・フラットスラブ」と呼ばれる領域では火山活動は見られない。このような沈み込みの浅化は火山の空白地帯の南端に位置するフアン・フェルナンデス海嶺や北端に位置するコピアポ海嶺などの海底地形の影響を受けた結果として起こった可能性がある。

### 地域的特徴
この地域の基盤岩はクラウディオ・ガイ山脈の一帯に広がっており、デボン紀から石炭紀にかけて形成された堆積岩からなっている。これらの岩石はペルム紀の火山岩の他、チョイヨイ層群と関連があるより新しい花崗岩や流紋岩の貫入、あるいは堆積を受けている。さらに漸新世から現代に至る火山岩と火山性堆積物の層がこの基盤岩を覆っている。また、オホス・デル・サラードの地形には過去にマグマによる隆起が起きていた可能性を示す痕跡が残されている。地震波トモグラフィーによる調査の結果、火山の直下にわずかな地震波速度の異常が検知されたが、これは沈み込むスラブから放出された水がマントルを通過して上昇し、融解を引き起こす過程の水の通り道の存在を示唆している可能性がある。

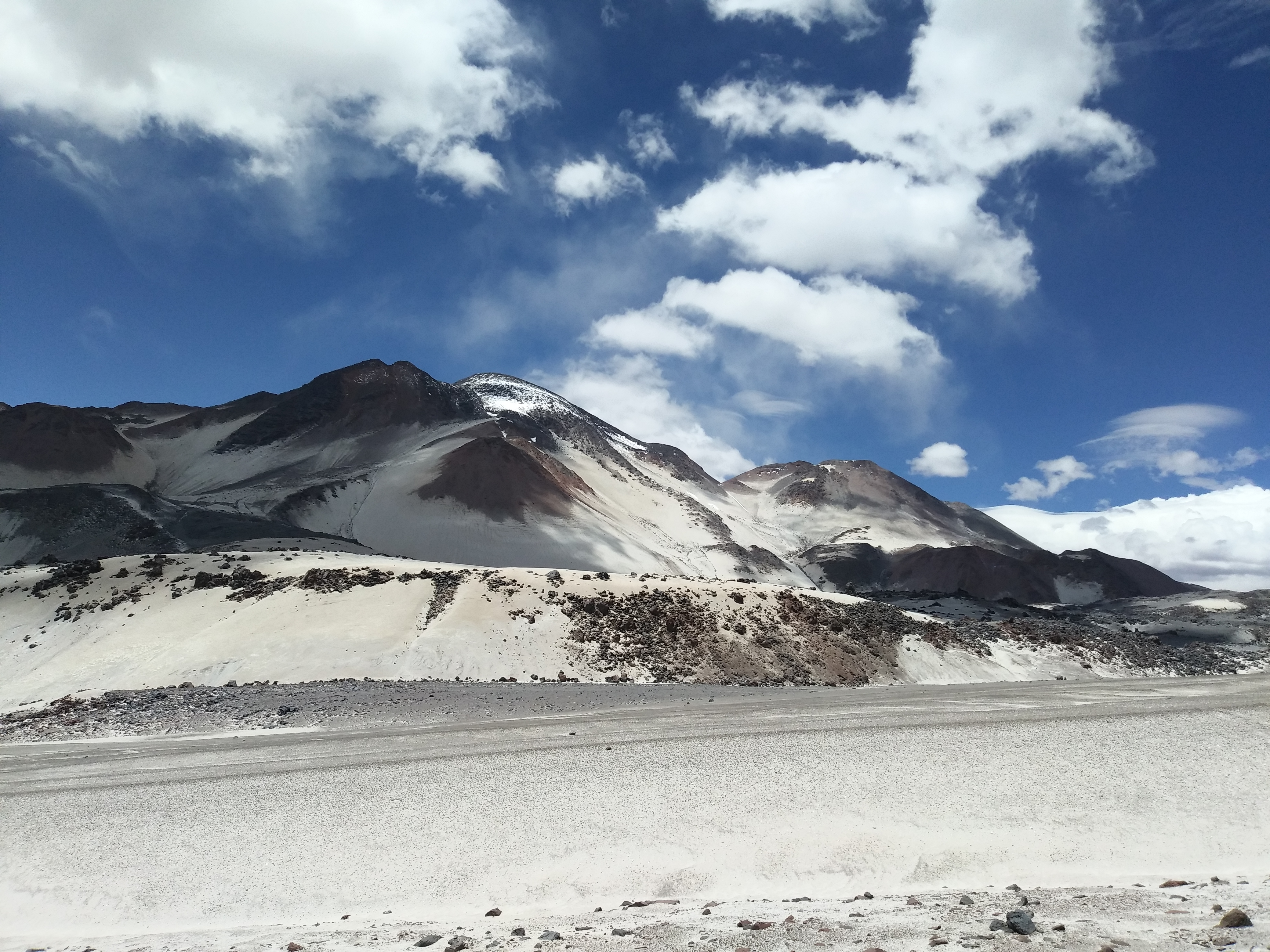
オホス・デル・サラードに向かう道から望むエル・ムエルト

この地域における火山活動はファラロンプレートが分裂し、南アメリカプレートの下に沈み込む速度が増加した2600万年前に始まった。2600万年前から1100万年前にかけての初期の活動はオホス・デル・サラードの一帯から西へ60キロメートルに位置するマリクンガ帯と呼ばれる火山弧に集中していた。当時のオホス・デル・サラードの一帯ではマリクンガ帯の背弧地域を構成する小規模な火山活動しか見られなかった。しかし、800万年前から500万年前の間にマリクンガ帯の火山活動は衰え、その後、400万年前に活動が停止するまでの間にオホス・デル・サラード一帯の火山活動が活発化した。この火山領域の変化は中新世以降におけるスラブの沈み込みの段階的な浅化と一致しており、噴出した火山岩の同位体比の形で知ることができる地殻とマントルの特性の変化を伴っていた。第四紀にはセロ・ソロ、ネバド・エル・フライレ、インカワシ、エル・ムエルト、エル・ムエルティート、ファルソ・アスーフレ、ネバド・サン・フランシスコ、ネバド・トレス・クルセス、そしてオホス・デル・サラードなどの火山が形成され、これらの火山を合わせるとこの火山地帯の面積の半分以上を占めている。また、これらの大規模な火山とは別に多くのより小規模な苦鉄質の単成火山が特にオホス・デル・サラードの東側の領域で形成された。更新世の火山活動はオホス・デル・サラードの一帯に限られており、この一帯では直近の断層活動が火山岩にオフセット（横ずれ断層に沿って地形が屈曲し食い違った状態）を生み出した。オホス・デル・サラードの大きな体積は火成活動がこの火山に集中していたことを示している。

### 組成
オホス・デル・サラードは主にカリウムに富んだカルクアルカリ系列に属するデイサイトの火山岩を噴出したが、時には安山岩や流紋岩も噴出した。また、地質学的により古い時代には地域内でより苦鉄質に富んだマグマも噴出していた。火山の岩石には普通輝石、黒雲母、普通角閃石、紫蘇輝石、不透明鉱物、斜長石、輝石、石英などの斑晶が含まれている。その他にはマグマの混合現象に由来するカンラン石や輝石の捕獲結晶、そして角閃石の反応縁（周囲のマグマや他の鉱物との接触反応によって鉱物粒の周辺に形成される別種の鉱物）などが見られる。

## 気候

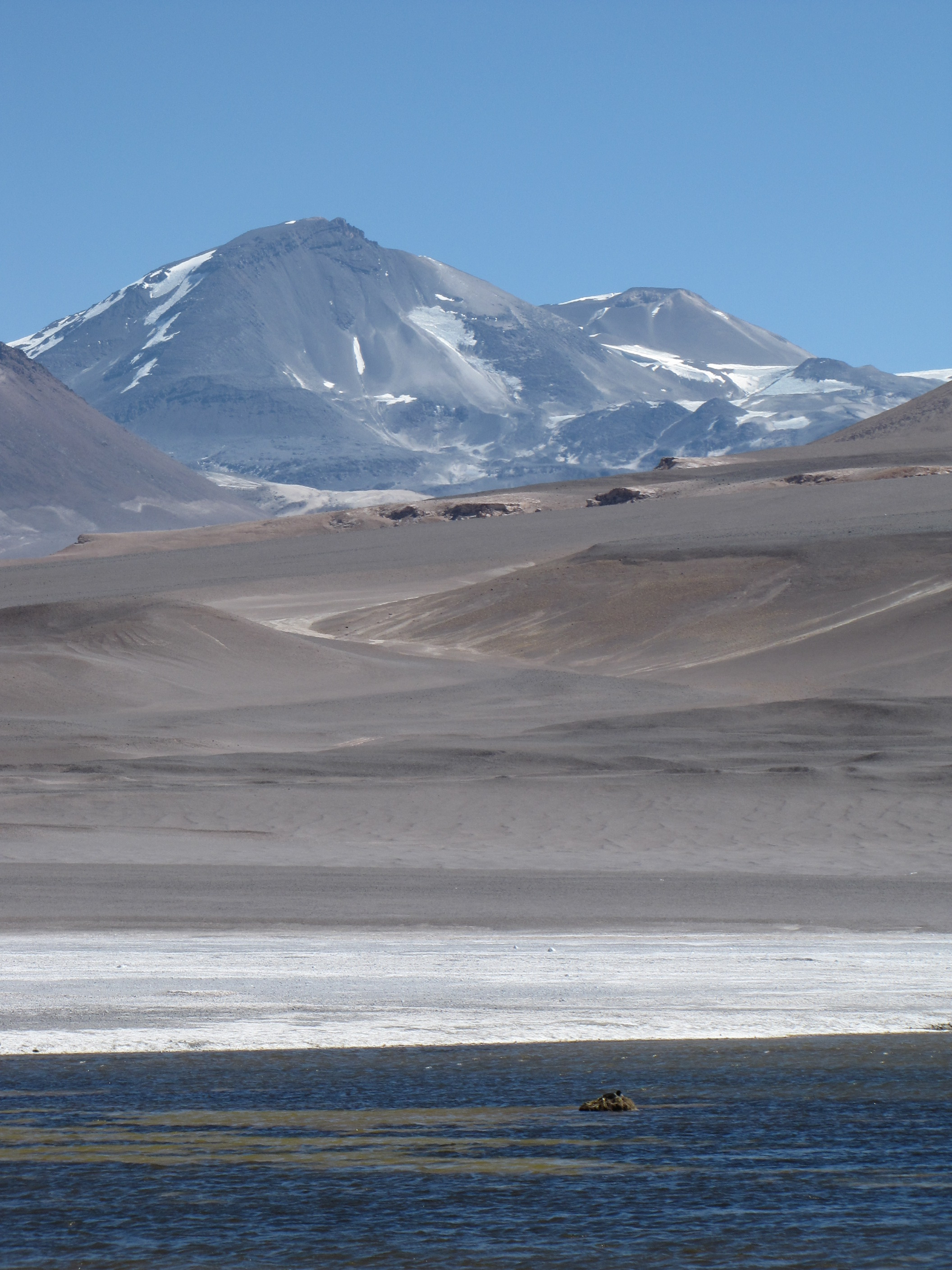
ラグーナ・ベルデから望むオホス・デル・サラード。地域内の気候は日射量が多く全体として乾燥している。

この地域の気候に関する詳細なデータは得られていないものの、アタカマ高原は強風、高地、乾燥した気候、そして高日射量といった極端な条件下の風土を有している。また、この地域は乾燥ダイアゴナル（南アメリカ大陸で北北西から南南東にかけて斜めに横切る乾燥帯）の中か、わずかにその南側に位置している。
オホス・デル・サラードの周辺地域では夏季の正午頃に気温が10 °Cを超える場合もあるが、年間平均気温は-10 °C程度にしかならない。火山に近いラグーナ・ベルデの冬の平均風速は最大で毎秒8メートルから10メートルに達するが、山頂では毎秒10メートルを超える場合もあり、登山の試みを妨げることがある。風は午後に最も強く吹き、標高の低い場所では風成堆積物、砂丘、砂利の地表、そして侵食された岩などの風成地形を作り出す。また、火山の東側の領域では特に冬季に大規模な雪の吹き溜まりが形成される。
地域内の降水のほとんどは雹か雪の形でもたらされる。年間降水量は資料によって数値が異なり、150ミリメートル未満としている資料や、300ミリメートルから500ミリメートルとしている資料がある。降雪は夏にも比較的よく見られるものの、より北側の地域と比較すると降水は冬により多くもたらされている。降水量が最も多くなる場所は恐らく雲底が横たわる標高5,500メートル付近であり、それ以上の標高ではおよそ200ミリメートルまで減少する。この地域における降雪は散発的にしか見られず、それもすぐに昇華してしまうため、降水量の測定には不向きである。また、地域内における積雪の年平均の厚さは5センチメートルに満たない。

## 生態系と保護地域

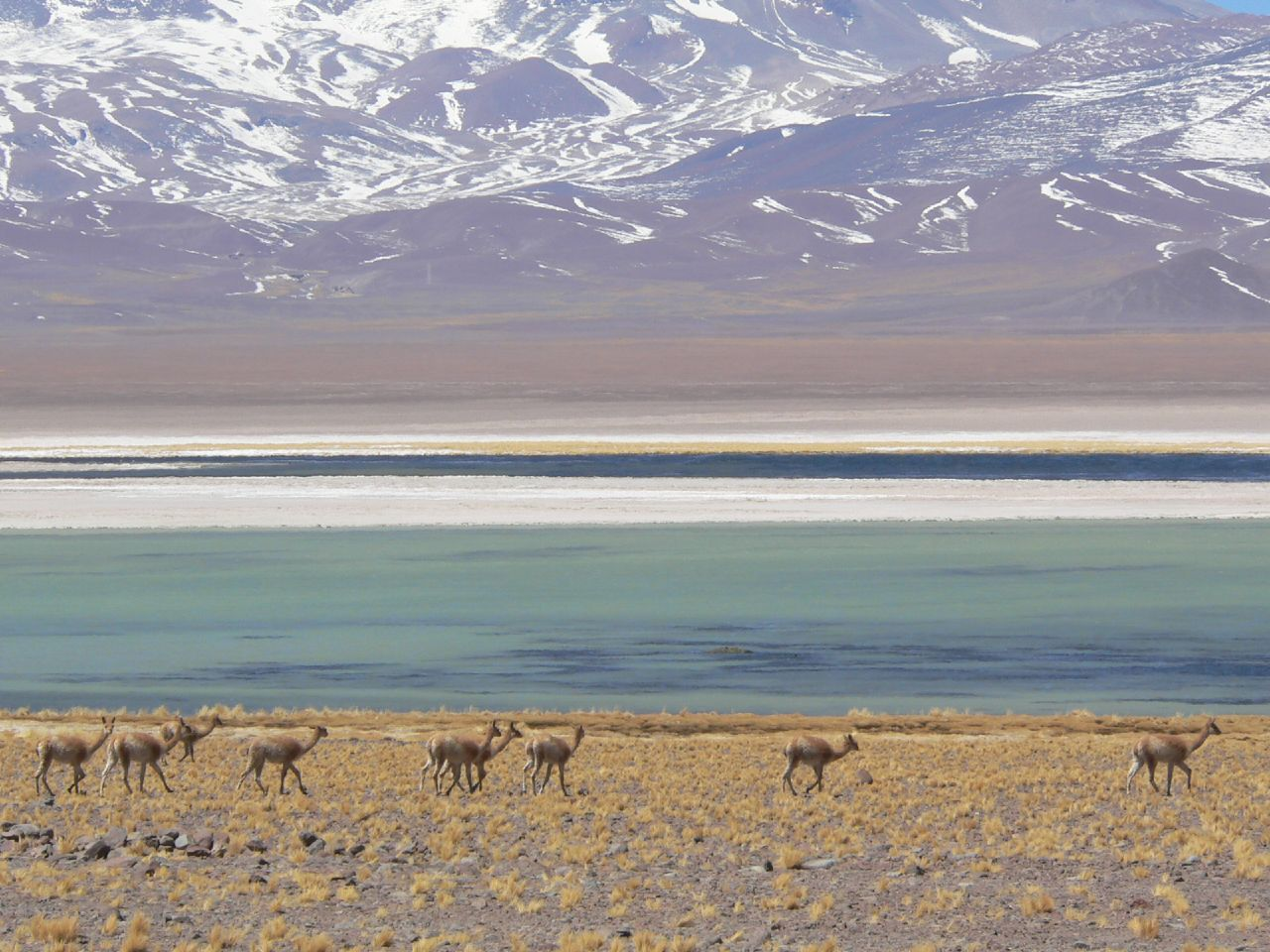
ネバド・トレス・クルセス国立公園内の湖であるラグーナ・サンタ・ロサ

オホス・デル・サラードの周辺地域は乾燥した気候のために維管束植物と連続的な植生が見られる高度は標高4,600メートルが限界であり、これはより湿度の高いヒマラヤ地域の標高6,350メートルと比べるとはるかに低い。しかし、地衣類や蘚類はより標高の高い場所でも発見されており、地域内の山頂部での緑地の発達も報告されている。2007年時点でオホス・デル・サラードの水域に植物が生育しているという報告はないものの。火山内の湖の堆積物からは耐塩性、耐酸性、耐寒性のバクテリアが回収されており、同様の乾燥した火山環境における微生物のサンプルと特徴が一致している。
オホス・デル・サラードの南南東の標高が低い地域では多様な動植物の存在が報告されている。サンタ・ロサ＝マリクンガ＝ネグロ・フランシスコ地域にはカモ、フラミンゴ、雁などの鳥類や、グアナコ、ビクーニャなどの哺乳類が生息している。一方でオホス・デル・サラードの南の渓谷ではチンチラやビクーニャが生息し、この地域に人間を惹きつけている。標高5,960メートルの地点ではハサミムシも観察されている。
火山の西側にはネバド・トレス・クルセス国立公園があり、アルゼンチン側でも1991年から1994年にかけて国立公園を設立する計画があった。また、2020年にはチリでオホス・デル・サラードを含む「観光名所地帯」（Zona de Interés Turístico）の設立が検討されていた。

## 噴火の歴史
オホス・デル・サラードの火山活動の開始時期については、2600万年前、330万年前から150万年前の間、あるいは更新世後期などのいくつかの異なる説明がある。ラグーナ・ベルデの南で見られるラス・ロサスの名で知られる370万年±20万年前の安山岩はオホス・デル・サラードの前身となる火山生成物の可能性がある。オホス・デル・サラードで見られる最も古い岩石は火山の下部に存在する350万年前から340万年前のデイサイトである。アルゼンチンの地質図では「オホス・デル・サラード基盤岩」が定義されており、この基盤岩は安山岩やデイサイトを（一部は氷河環境下で）噴出した多数の中新世の火山を基礎としている。

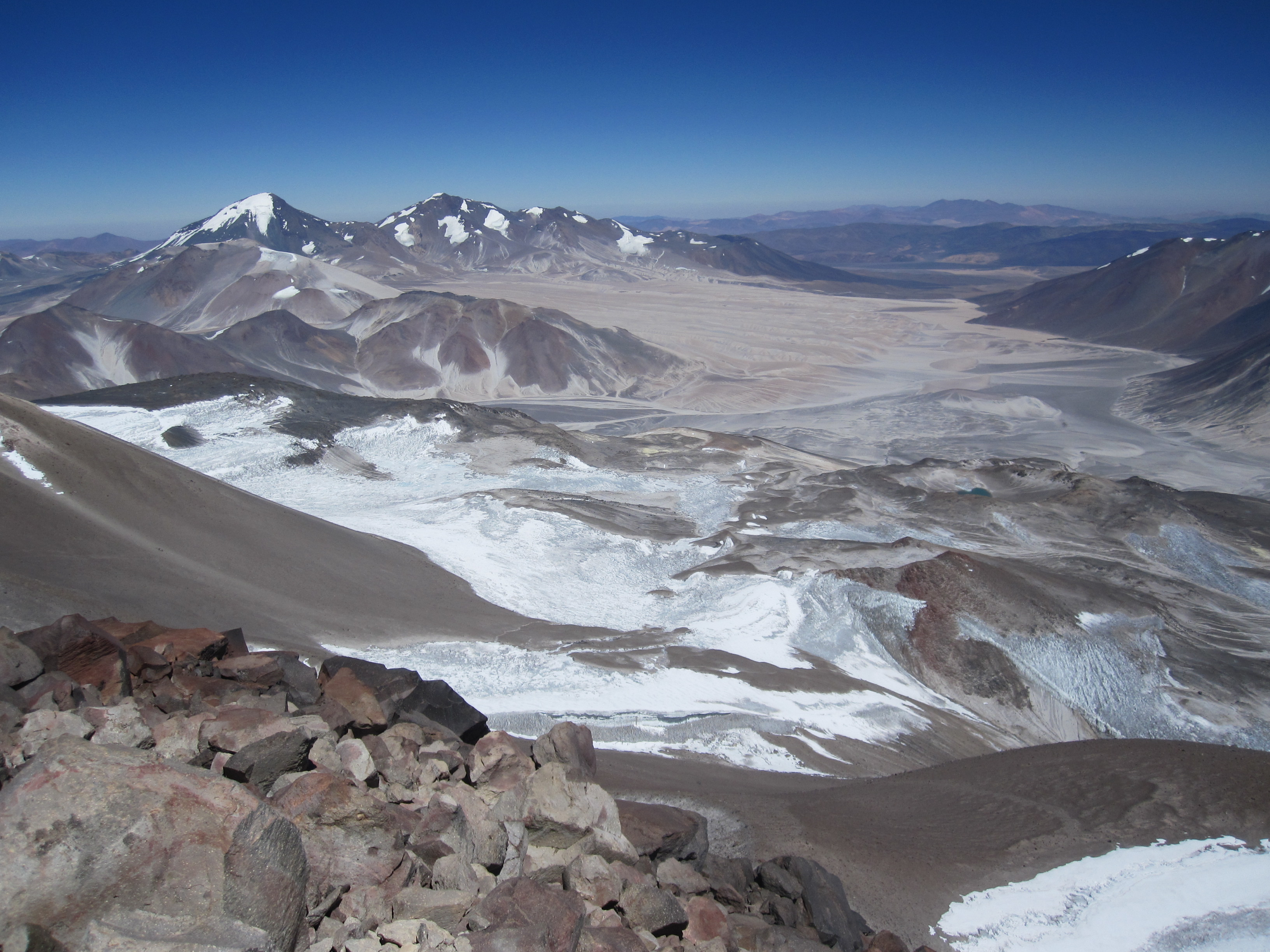
オホス・デル・サラードの山頂から望むネバド・トレス・クルセス（左上）

火山の成長は2つの段階を経ており、最初の段階では火山の基部からおよそ1,000メートルの高さまで成長し、その後、現在見られるより新しい山体へと成長した。成長の初期段階では下部斜面に軽石の堆積物をもたらした噴火が起きていた時期に外輪山の構造が形成された可能性がある。また、6万7000年前には近隣のネバド・トレス・クルセスがオホス・デル・サラードとその周辺、および双方の火山の間の谷に広範囲におよぶ堆積物をもたらしたが、これらの堆積物は当初はオホス・デル・サラードに起源を持つと考えられていた。2003年に発表された研究によれば、オホス・デル・サラードで発生したある火砕流がカサデロ渓谷を下り、「エル・ケマド・イグニンブライト」を形成した。セロ・ソロは恐らく激しい火砕流の活動を伴いながら成長したとみられ、その山頂一帯の溶岩ドーム群は更新世に形成されたと考えられている。オホス・デル・サラードの長期的な成長率は1000年当たり0.03から0.04立方キロメートルである。
火山噴出物の放射年代測定によってオホス・デル・サラードとその周辺の火山の年代が測定されており、オホス・デル・サラードの北西部の3つの岩石でそれぞれ153万年±13万年前、120万年±30万年前、および100万年前以内、山頂部の基礎を形成している噴出物で108万年±9万年前、北側の斜面で108万年±4万年前、西側の斜面で70万年±5万年前、エル・ムエルトで45万年±6万年前、エル・ムエルトの山頂部の岩石で34万年±19万年前、そしてネバド・エル・フライレで23万年±4万年前という結果が得られている。また、オホス・デル・サラードの北側の山腹で見られる溶岩流と溶岩ドームの年代はそれぞれ10万年±1万7000年前と3万5000年前である。一方でエル・ケマド・イグニンブライトの年代は20万年前か5万年前以内のいずれかであるとみられているが、報告されている数値で最も若い年代は3万年前となっている。

### 完新世と有史時代

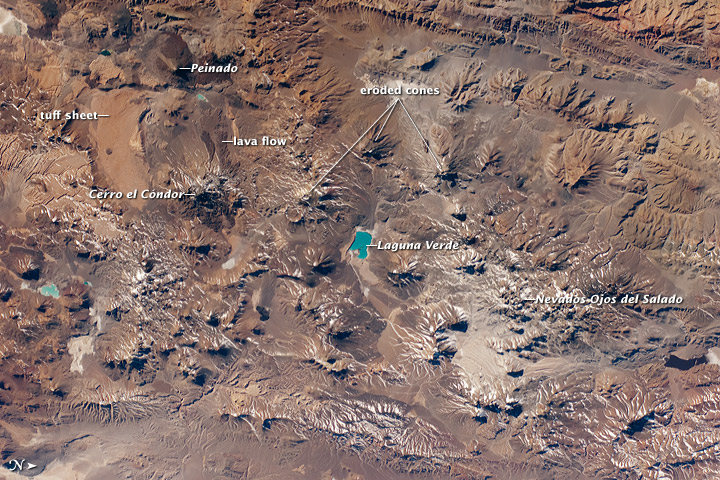
2010年に国際宇宙ステーションから撮影された中央アンデスの衛星写真。一様な砂漠の景観の中に数多くの火山が見える。中央にラグーナ・ベルデがあり、チリとアルゼンチンの国境付近に位置するオホス・デル・サラード、エル・コンドル、およびペイナードの各火山の位置が示されている。

オホス・デル・サラードは完新世にも溶岩流を噴出しており、同様に完新世には噴火に伴うラグーナ・べルデの軽石の堆積物や東北東の方角に伸びる割れ目状の地形が形成された。テフロクロノロジーによって得られた情報から西暦750年±250年に流紋岩の噴火が起こったと推定されており、この時、ボルソン・デ・フィアンバラやアルゼンチン北西部のタフィ地域とビジャ・ビル地域一帯にテフラを堆積させた可能性がある。多くの火山岩は見た目には新しい外観をしているが、直近の時期に噴火活動があったことを示す明確な証拠はなく、全地球火山活動プログラムは最新の噴火が起きた時期を西暦750年としている。
オホス・デル・サラードにおいて有史以降に確認された噴火はなく、火山は現在では噴気活動を除き活動を休止している。1993年11月14日と16日に水蒸気と硫黄ガスの噴煙柱が地上から観測されたが、人工衛星からはこの現象が起きていた間に火山の変形は観測されなかった。その後、2015年6月13日に火山灰雲が観測され、航空機に火山灰の警告が発せられたが、最終的にこれはフィアンバラの渓谷で風によって飛ばされた火山灰であることが判明した。

### 噴火の危険
オホス・デル・サラードにおける火山災害の記録はないものの、中部火山帯で起こり得る火山災害に対する監視体制は十分には整っていない。火山の危険度については2018年のオークランド大学の発表ではアルゼンチンの38の火山中14位、チリの地質情報機関であるチリ地質鉱業局では92の火山中75位とかなり危険度の低い火山に位置付けられている。また、チリ地質鉱業局はオホス・デル・サラードのチリ側のハザードマップを公開している。将来の噴火活動では溶岩ドームや溶岩流の形成、そして小規模な爆発的活動を伴う可能性が非常に高く、さらに火山には氷が存在するため、ラハールが発生する可能性もある。その一方で噴火の影響はチリの国道31号線など火山に近接する周辺地域に限定される可能性が高いと考えられている。

### 噴気活動
火山には硫黄を含む蒸気を噴出する噴気孔があり、1937年に登頂したポーランドの遠征隊が山頂から200メートル下った地点と山頂の火口内で初めてこの現象を観測した。噴気活動は火山のリフト構造と関連があるとみられており、1957年には登山者がこれらの噴気孔について、騒音と非常に強烈な噴気を発し、向かい風が吹けば人を窒息させるほどであったと報告している。噴気孔は人工衛星から背景温度より4ケルビン高い温度異常として観測することができるが、蒸気の噴煙は近距離からでなければ地上からはよく見えない。山頂付近では間欠泉の存在も報告されている。また、2020年時点の情報によれば、アルゼンチン地質鉱業調査所（SEGEMAR）は、オホス・デル・サラードを含むアルゼンチン国内の18の地点について地熱エネルギーを利用できる可能性があるとして調査を進めている。

## 人間との関わり

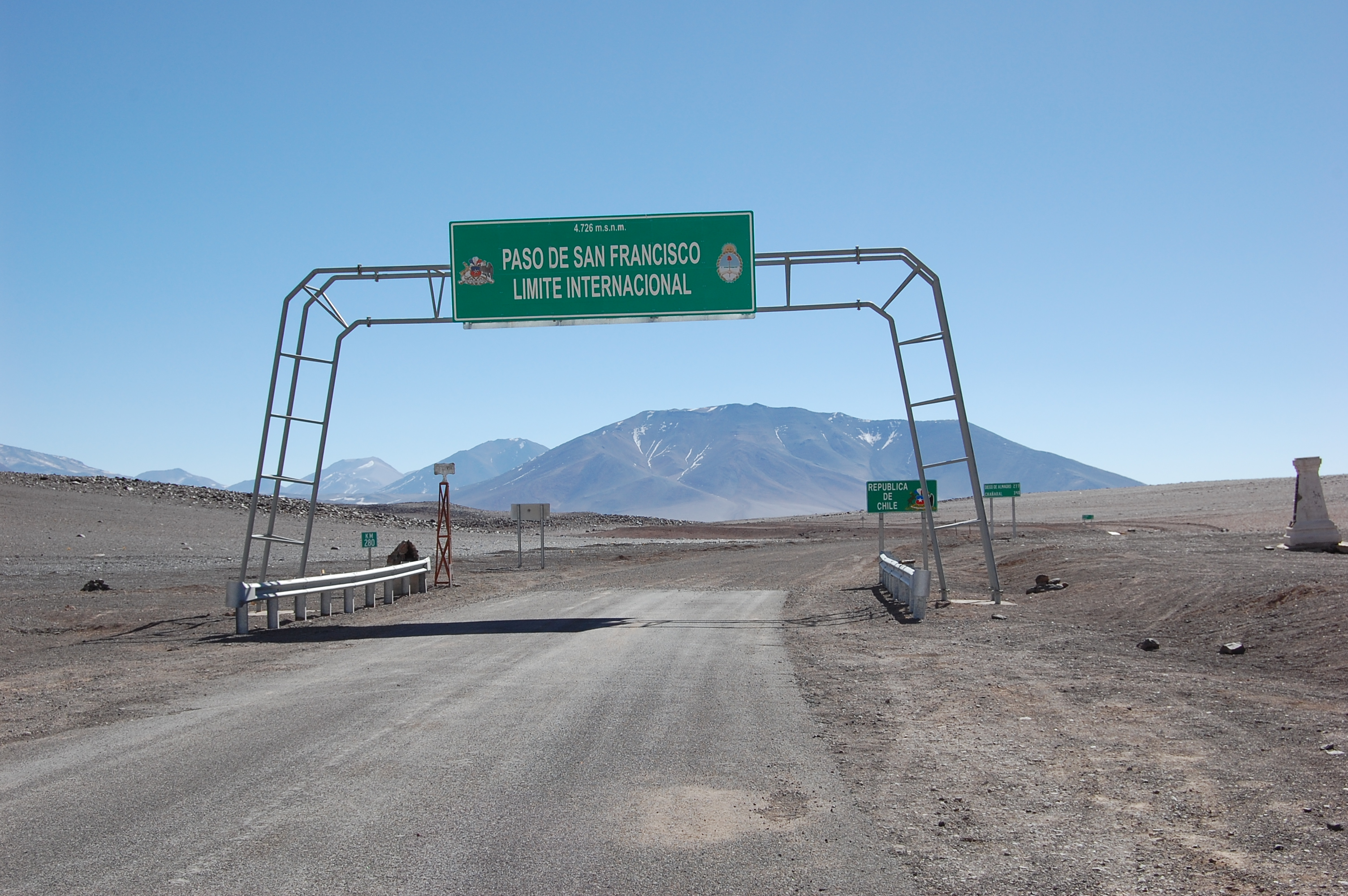
古くからアンデスの横断路として利用されてきたサン・フランシスコ峠（標高4,726メートル）。現在はチリとアルゼンチンの国境となっている。

オホス・デル・サラードは同程度の標高を持つ多くの峰の間や陰に隠れているため、何世紀もの間、旅行者や登山家はこの山にほとんど注意を払わなかった。また、人里からも遠く離れているため、長い間にわたり正確な地形や標高に関する情報が得られず、山の位置や名前もしばしば混同された。
インカ人はサン・フランシスコ峠をアンデスの主要な横断路として利用していたが、周辺地域にインカ人の手による遺跡が数多く残されているにもかかわらず、インカ人がオホス・デル・サラードに何らかの建造物を残した形跡はない。スペインのコンキスタドールであるディエゴ・デ・アルマグロはオホス・デル・サラード付近を通過してアンデスを横断したが、この山の頂については何も言及していない。また、ウィリアム・ウィールライトによる1861年のサン・フランシスコ峠横断鉄道の計画にもこの山についての言及は見られない。探検家のウォルター・ペンクは1912年から1913年と1913年から1914年にかけてこの地域を横断したが、この山を認識しなかった。

### 初登頂と標高をめぐる議論
チリ・アルゼンチン国境委員会は1896年、1897年、および1903年に火山の周辺地域を調査し、標高を6,100メートルとしたある頂を「オホス・デル・サラード」の名で地図に記載した。しかし、この時委員会が名付けた「オホス・デル・サラード」は今日知られているオホス・デル・サラードから北西に向かった標高5,100メートルの別の頂であったとみられ、現在のオホス・デル・サラードは委員会が「ピーク"e"」として認識していた山だった。その後、第二次ポーランド・アンデス遠征隊の隊員であったポーランド人登山家のヤン・アルフレッド・シュチェパニスキとユスティン・ヴォイシュニスが1937年2月26日にこの「ピーク"e"」の登頂に成功し、遠征隊がこの頂に「オホス・デル・サラード」の名を与えたことで、以降はこの頂がオホス・デル・サラードと認識されるようになった。また、両者はこの頂にケルンを残したが、遠征隊が作成した地図と報告書のほとんどは第二次世界大戦中に失われた。

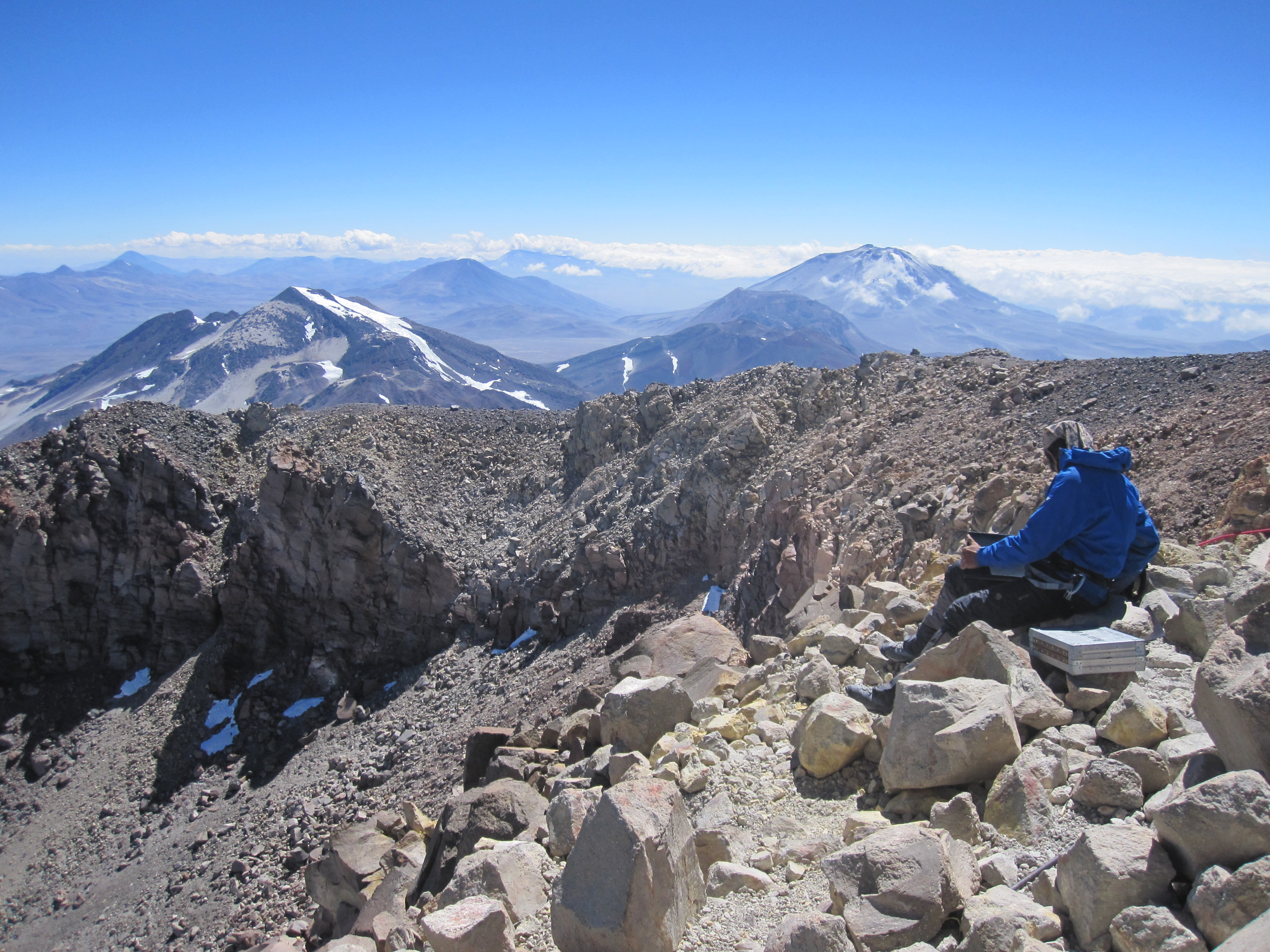
オホス・デル・サラードの山頂部

ポーランドの遠征隊以降この頂は1955年まで未登のままであった。その間にいくつかの遠征隊がオホス・デル・サラードの周辺を訪れたが、しばしばオホス・デル・サラードと他の頂を混同し、登頂した別の頂をオホス・デル・サラードと主張する場合もあった。1955年初頭にトゥクマンの遠征隊がオホス・デル・サラードの南に位置する頂に登ったが、この遠征隊もその頂をオホス・デル・サラードと誤認した。さらに遠征隊はその頂をアコンカグアよりも高いかもしれないと指摘し、報道機関はこれを証明された事実であるかのように報じた。これはオホス・デル・サラードがアコンカグアよりも高い、すなわち西半球で最も高い山なのかどうかが議論されるきっかけとなり、オホス・デル・サラードに注目が集まった。1956年初頭にチリ、アルゼンチン、およびオーストリアの遠征隊が別々にオホス・デル・サラードを訪れ、このうちチリ隊とオーストリア隊の登山者が登頂に成功した。さらにチリ隊は気圧計を用いて標高を7,084メートルと測定した。この数値は気圧計の技術的信頼性の低さにもかかわらず、報道機関によって再び証明されたものとして紹介された。また、チリ隊は山頂から太平洋とアルゼンチンのパンパが見えると主張した。
オホス・デル・サラードの標高に関する議論だけでなく、どの頂がオホス・デル・サラードなのか、そして誰がどの頂に登ったのかについての情報の混乱は、1956年後半に実施されたアメリカ山岳会による遠征を促すことになった。この遠征は悪天候に見舞われ、測量を困難にさせる突風によってオホス・デル・サラードの山頂の標高を決定するという目標は頓挫しかけた。しかし、遠征隊は測地学的手法を用いてオホス・デル・サラードの標高を6,885.5±3メートルと求め、数値は標高6,960メートルのアコンカグアよりも低くなった。1989年にはイタリアのパドヴァ大学のフランチェスコ・サントンがアルゼンチンの研究機関と登山家の協力を得てGPSを使った標高の測定を行い、6,900±5メートルという結果を得た。その後、2007年にオホス・デル・サラードの正確な標高を求めることを目的の一つとしていた7カ国の人々からなる遠征隊が火山を訪れ、標高を6,892.70メートルと求めた。

## 登山

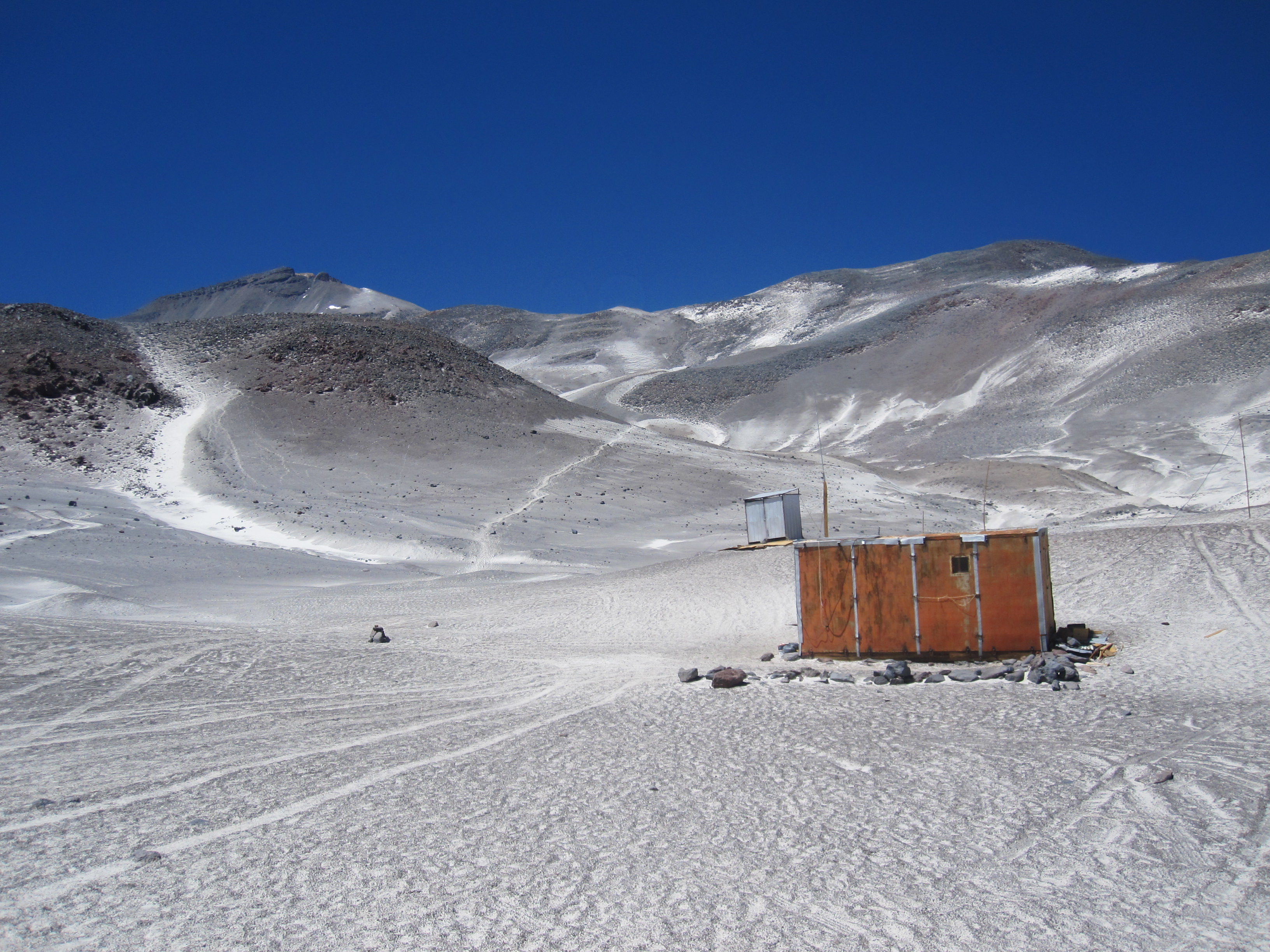
標高5,260メートルのアタカマ小屋から望むオホス・デル・サラード

オホス・デル・サラードとその周辺の山々はアコンカグアに比べて登山者が少なく、毎年数百人程度しか登らない。しかし、1990年代から商業登山が登山の重要な推進役となっており、21世紀以降登山者の数は増加している。また、オホス・デル・サラードはセブン・セカンド・サミットと火山七大陸最高峰の挑戦対象の一つである。山は8,000メートル峰と比べれば標高が低く、岩壁や氷に乏しいため、これらの高峰よりは登りやすいものの、絶対的な高度や寒く乾燥した風の強い気候、そして時には悪天候などで通行不能になるといった各種の条件は登頂を目指す者にとって共通の課題であり、登頂に成功する登山者は全体の3分の1に過ぎない。登山者は登山に入る前に天気予報を確認し、装備を整える必要がある。この山はチリ側からもアルゼンチン側からも登ることができるが、チリ側の方が物流面の条件に優れているため、ほとんどの登山はチリ側から行われる。その一方でオホス・デル・サラードにおける登山活動の活発化により、環境への影響が懸念されている。

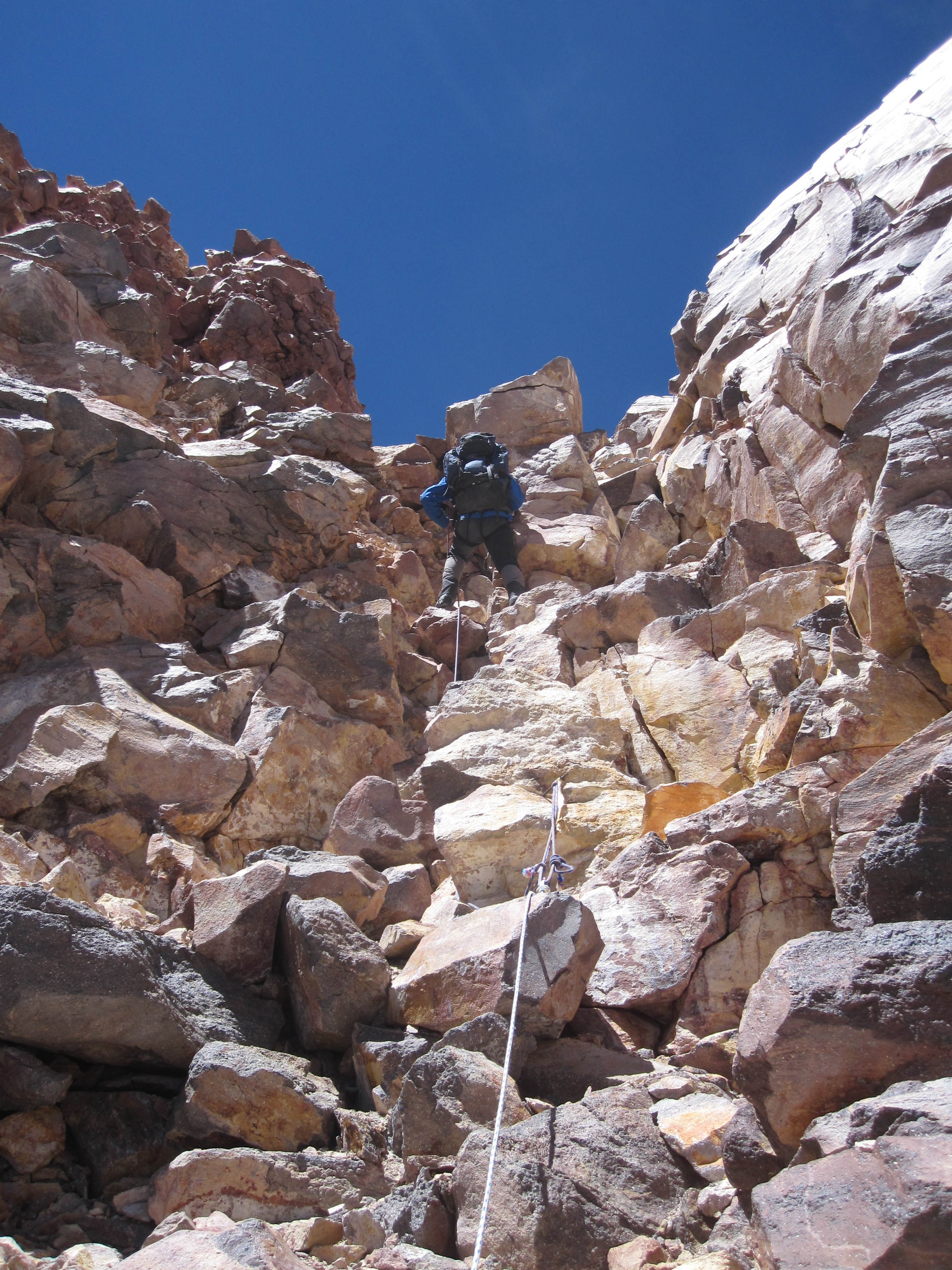
山頂直下の固定ロープが設置されているクーロワール

チリ側はいくつか避難小屋があり、かなり高所まで車で行くことができるため、登山の計画は立てやすいものの、登山路の勾配についてはアルゼンチン側の方が緩やかである。オホス・デル・サラードに向かって南下する未舗装の道がサン・フランシスコ峠に向かうチリの国道31号線から分岐しており、ムライ小屋を経てキャンプ地がある標高5,260メートルのアタカマ小屋まで続いている。そこから標高5,825メートルのテホス小屋へ向かう登山路があり、さらにガレ場の斜面と急勾配の尾根、そして頂上手前のクーロワール（急勾配の狭いガレ場）を抜けて最終的に頂上に至る。また、1994年に起きたヘリコプター事故後に整備された未舗装の道を利用することで標高5,900メートルの地点まで車両でアクセスすることも可能であり、頂上付近では登攀用に設置されている固定ロープを利用することもできる。2004年から2015年にかけてチリの会社がチリ側の登山の営業権を所持し、登山のためのインフラを整備していたが、2015年の権益終了後は2018年にその整備が再開された。
アルゼンチン側からはケマディート小屋のあるカサデロ・グランデから登山の起点となる標高4,200メートルのアグアス・カリエンテスまで渓流沿いに道が続いている。そこから先は最初に標高4,950メートルのアグアス・デ・ビクーニャスまで乾燥した谷を登り、標高5,500メートルのエル・アレナルの高原を経て最終的にはいくつかの異なる経路を用いて頂上に向かうことができる。

## 火山の利用

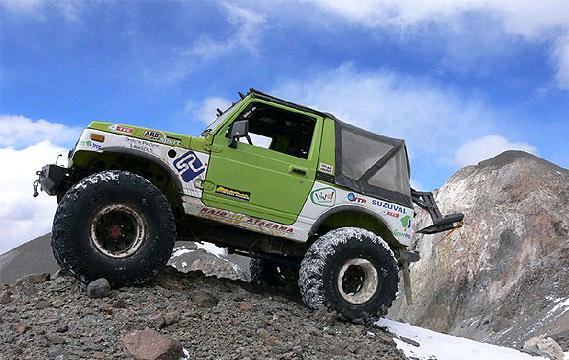
2007年の四輪自動車による高度記録挑戦時のスズキ・ジムニーの改造車（標高6,651メートル地点での撮影）

オホス・デル・サラードでは20世紀に天文学者たちが天文台の設置の可能性について調査を行った。また、オホス・デル・サラードは火山周辺の小規模な峡谷や火口湖などの地形とその状態、および気象条件などから、火星の環境に類似している可能性があるとして研究者の関心を引き付けている。
さらに、オホス・デル・サラードは四輪自動車、オートバイ、電動バイク、ユーティリティ・ビークルなどの各種の乗り物による数多くの高度記録の挑戦に利用されてきた。四輪自動車については2023年に標高6,721メートル、オートバイについては2020年に標高6,546メートル、電動バイクについては2015年に標高6,047.8メートル、そしてユーティリティ・ビークルについては2020年に標高6,089メートルの世界記録がそれぞれ樹立された。オホス・デル・サラードではこれらの他にも高所でのハイライン（綱渡り）や、遊泳とスクーバダイビングの世界記録が達成されている。